# HD 98280
HD 98280，又名BD+12 2319，SAO 99544、HR 4378，是一颗恒星，视星等为6.66，位于銀經243.13，銀緯63.44，其B1900.0坐标为赤經11h 13m 8s，赤緯+12° 63.44′ 56″。